# Яловичі

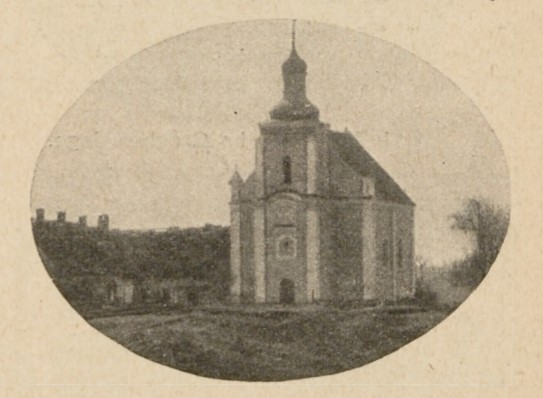
Костел у Яловичах

Я́ловичі — село в Україні, у Ярославицькій сільській громаді Дубенського району Рівненської області. Населення становить 202 особи.

## Географія
Через село тече річка Тишиця, права притока Стиру.
До 2017 село відносилося до Ярославицької сільської ради, віддалене від Ярославич на 5 км. Від 2017 у складі Ярославицької сільської громади

## Історія
Назву село отримало від слова "яловник" (молодняк). Вважають, що тут був фермський двір князя Луцького Ярослава Ізяславовича (1169 р.), який жив у Ярославичах.
У XVII ст. у Яловичах був збудований домініканський костел. Матеріали на його зведення брали із оборонного замку, що розвалився.
Яловичі згадуються в акті від 1545 р. в описанні Луцького замку, в числі городень якого значиться "городня князя Крокотки Яловицького з Біловичів". 
Ще раз воно як володіння князя Якова Крокотки Яловицького згадується в акті від 10 листопада 1564 р. в духовному заповіті князя із розподілом його володінь: Яловичів, Ворсина, Чекна, Котелева. 
В акті від 30 грудня 1565 р. Князь Михайло Ружинський скаржиться про напад на його квартиру в с. Яловичі селян пані Федори Требуховської.
16 жовтня 1566 р. надходить скарга луцького земського писаря Михайла Коретинського про пограбування його селян і захоплення у них рогатої худоби селянами князя Івана Масальського в Яловицькому лісі.
25 травня 1569 р. вийшов універсал Сигизмунда Августа про приєднання землі Волинської до корони Польської. Король, погрожуючи конфіскацією володінь, повелів дворянам згодитися на приєднання і підтвердити згоду присягою. В списках обивателів Луцького повіту, які присягнули, значаться - "княгиня Авдотя Яловицька та Дмитро Долматович з Яловичів".
На кінець XIX століття Яловичі мали церкву во ім'я Святого Апостола та Євангелиста Луки. Збудована вона 1858 р. на кошти прихожан. Церква була дерев'яною з такою ж дзвіницею. В приписному селі Ворсин на цвинтарі знаходилася каплиця. Коли вона зведена – невідомо. Відновлена селянами у 1882 р. Дерев'яна. Престолу в ній нема. Було декілька церковних книг. Церковної землі: орна – 19 дес. 1944 саж., сінокосів – 2 дес. 1488 саж., під пасовищем – 2 дес. На ці землі документи зберігалися в Дубенських земських актах. Крім того, біля межі із с. Чекно знаходилася земля, яка належала церкві: орної – 9 дес. 1350 саж., сінокосів – 3 дес. 166 саж. Документи на цю землю з 1800 р. хранилися у церкві. Дворів – 20, прихожан – 173.
Був у селі римо-католицький костел, приписаний до Луцького римо-католицького собору. Костел збудовано 1669 року Самуелем-Долматом -Іссайковським, власником Яловичів. На поч. ХХ ст. мав занедбаний стан і потребував ремонту. 
З народних переказів відомо, що через цей край вів козаків на Берестечко Богдан Хмельницький. То була неординарна людина. Не часто окремі особи так вирішально визначали хід епохальних подій у країні, як це зробив Хмельницький. Прах славного сина України, творця Української Козацької Республіки, з його волі, покоїться у Суботові. А останки багатьох побратимів лежать у нашій землі. Одним з таких місць поховань козаків є кургани в Яловичах. Старожили розповідають, що тут могил-курганів було декілька. Донині збереглися тільки дві.
7 (20) листопада 1917 року, відповідно до Третього Універсалу Української Центральної Ради, увійшло до складу Української Народної Республіки.
На сьогоднішній день село розвивається. Тут діє початкова школа, медпункт, клуб, магазин. Село газифіковане. На початку 2000-х років фермерством займався Іларіон Могильчук, який орендував  орної землі, а з 2007 року функціонує сільгосппідприємство «Яловицька агротехнологія», господарями якого є українська козацька сім’я Любов та Генрі Біренс. Вони орендують  землі.
З ініціативи господарів «Яловицької агротехнології» в селі проводяться загальнорайонні мистецькі свята: свято Матері, Івана Купала та інші. Саме Любов та Генрі Біренс відновлюють козацький дух не тільки в рідному селі, а й у всій Млинівщині. На свята запрошується багато гостей, артистів. Серед них козаки «Волинської Січі Війська Запорізького», які гарматним пострілом сповіщають про початок свят, а ще традиційним козацьким кулішем частують усіх присутніх.
Дворів у селі-57. Населення-202 особи.
На торжествах завжди присутня людина, яку вважають справжнім патріотом Волинського краю. Це уродженець села, заслужений діяч мистецтв України, професор С. Ф. Мельничук. 
Історію села Яловичі зібрав і упорядкував Андрій Схаб 2013 рік.
12 червня 2020 року, відповідно до розпорядження Кабінету Міністрів України № 722-р від «Про визначення адміністративних центрів та затвердження територій територіальних громад Рівненської області», увійшло до складу Ярославицької сільської громади.
19 липня 2020 року, в результаті адміністративно-територіальної реформи та ліквідації Млинівського району, село увійшло до складу Дубенського району.

## Населення

### Мова
Розподіл населення за рідною мовою за даними перепису 2001 року:
| Мова       | Кількість | Відсоток |
| ---------- | --------- | -------- |
| українська | 201       | 99.5%    |
| російська  | 1         | 0.5%     |
| Усього     | 202       | 100%     |

## Пам'ятки
- Заплава річки Стир — гідрологічний заказник місцевого значення